# Sinal aberto
O sinal aberto ou free-to-air (FTA) é uma forma utilizada para se referir ao sinal de televisão e rádio que não foi criptografado. Normalmente o sinal é transmitido via satélite, mas existem algumas emissoras que transmitem o sinal nas bandas VHF ou UHF.

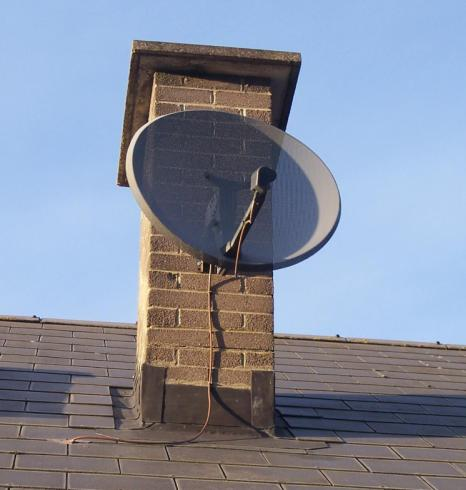
Pequena antena para captar sinais FTA de satélites.

Contudo, estes canais, que aparentemente são gratuitos, na verdade são pagos. Alguns são pagos directamente através do pagamento de uma taxa de licença ou uma contribuição audiovisual, como são os casos da BBC no Reino Unido ou da RTP em Portugal, ou através de doações voluntárias, como acontece com a emissora americana PBS. Estes operadores são públicos e esta taxa serve como garantia da sua independência perante o poder político e económico. Os operadores privados ou comerciais recebem grande parte do financiamento através de publicidade ou de outros proveitos comerciais como chamadas de valor acrescentando, pagando o espectador assim indirectamente para a existência dos mesmos.

## América do Norte
Existem alguns sistemas em uso que inicialmente adotaram a Banda C, porém mais tarde foi escolhido a Banda-Ku.
O mais comum na América do Norte é serem transmitidos canais utilizando DVB e as emissoras são geralmente étnicas, como a Globecast World TV (Intelsat America 5 (97.0° Oeste)), religiosas, como a Glorystar Satellite Systems TV no mesmo satélite, emissoras locais que transmitem informativos locais utilizando o satélite Galaxy 10R (123.0° Oeste) e por fim canais educacionais como a PBS no satélite AMC3 (87.0° Oeste).

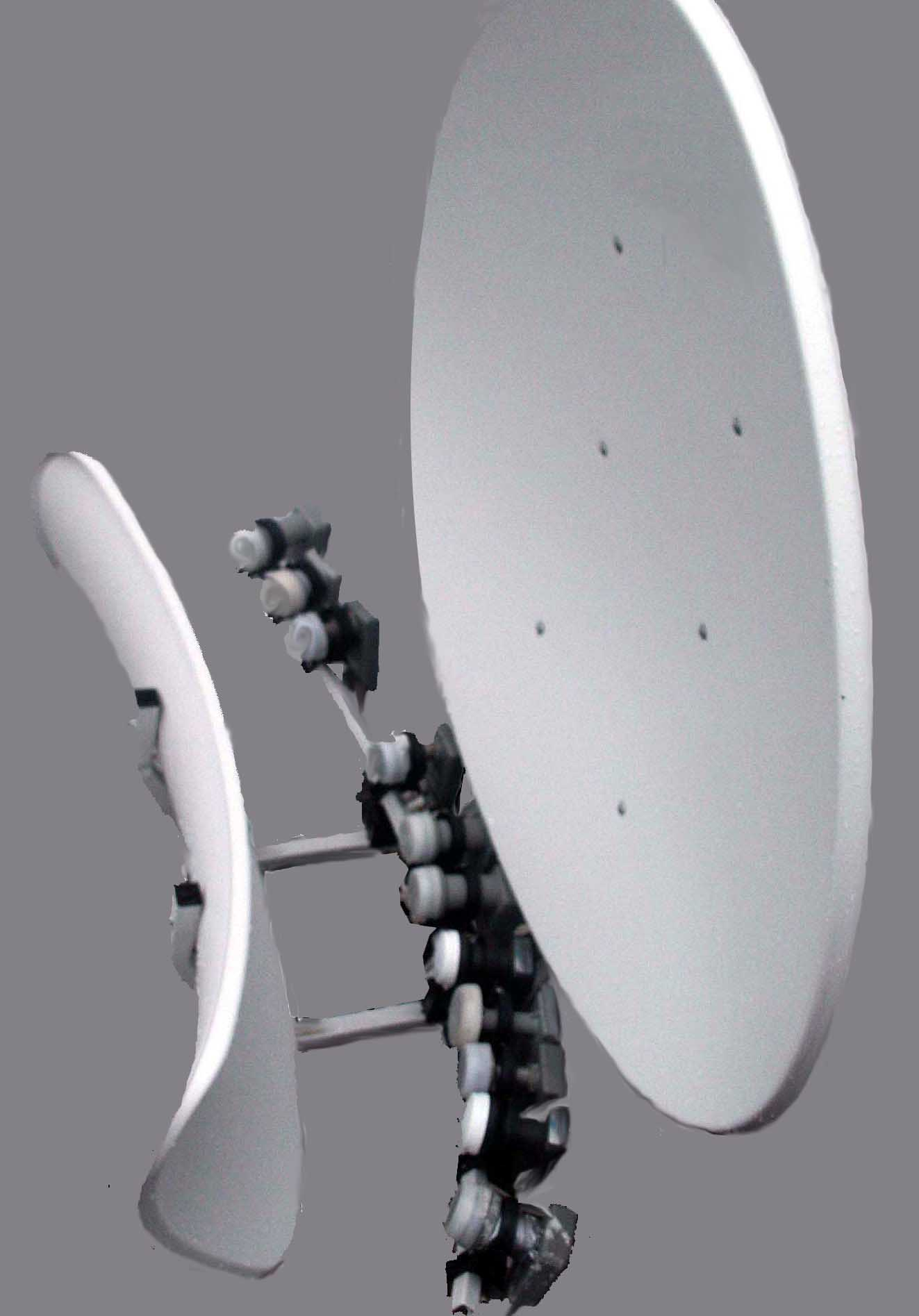
Antenas equipada com vários LNBs.

A maioria desses sinais são transmitidos usando satélites americanos. Existem poucas emissoras canadenses que transmitem em Banda-Ku, que na verdade utilizam largura de banda não utilizada pelos canais pagos, dificultando assim a sintonia dos canais FTA. Os sinais FTA podem ainda ser divididos por vários satélites, sendo necessário a utilização de um motor para permitir que a antena mude de posição para sintoniza-los, ou múltiplos LNBs para recepcionar todos .

## América Latina
Diferentemente dos Estados Unidos, a maioria dos países da América Latina o sistema escolhido é o de Banda C. O satélite com maior número de canais FTA latinos é o Satmex 8 e SES-6, ambos com mais de 120 canais FTA. Já em Banda-Ku, o satélite Hispasat possui 45 canais FTA.

## Brasil
Assim como os países da América Latina, o sistema escolhido no Brasil para canais abertos é o de Banda C. No entanto, como o 5G interfere em imagens e sons de receptores parabólicos, os canais estão sendo migrados para o sistema de Banda Ku. O satélite mais comum é o Star One D2, que transmite as principais emissoras do país, como TV Globo, SBT, Record, Band, RedeTV!, dentre outras emissoras. Outro satélite com vários canais em FTA é o Star One C3.

## Austrália
Na Austrália existem duas emissoras FTA, ABC (sem anúncios de patrocinadores) e SBS (com anúncios), e estão ambas disponíveis via satélite, NSS5 (177.0° Oeste). A SBS também transmite através do satélite Optus B1 (163.0° Leste).
Ambas as emissoras transmitem programas em HDTV e têm disponíveis multicanais (ABC 2 e SBS World News Channel).

## Ásia (Sul)
Cerca de 33 emissoras transmitem em FTA através de três transponders no satélite NSS-6 (95.0° Leste), cobrindo a Índia, Paquistão, Butão, Nepal, Sri Lanka e parte do Afeganistão, China e Myanmar.
Na Índia os canais são comercializados pela Doordarshan, entretanto outros canais como BBC World e Zee Music são transmitidos em FTA.

## Europa
Em contraste com os Estados Unidos, os países europeus têm a tradição de a maioria das emissoras transmitirem em FTA.
Na Alemanha tem o maior número de sinais FTA, com cerca de 100 emissoras, incluindo algumas que não transmitem em FTA em outros países da Europa, como é o caso da MTV. As emissoras utilizam os satélites Astra 1 (19.2° Leste), Astra 2 (28.2° Leste) e Hotbird (13° Leste), representando cerca de metade do total de canais disponíveis nos satélites. Esses satélites têm a particularidade de não transmitirem o sinal apenas para a Alemanha, disponibilizando assim o sinal para quase toda a Europa, desde Portugal até parte da Rússia.
Existem várias emissoras europeias que gostariam de transmitir em FTA, mas não o fazem por questões de copyright, dado que os direitos para transmitir um programa em FTA são mais caros do que em sistema com criptografia.

## Nova Zelândia
As emissoras TNZ 1 e 2, e Māori Television são FTA no satélite Optus B1.